# 松平康紀
松平 康紀（まつだいら やすのり）は、江戸時代前期の旗本。

## 経歴
松平康重の四男として生まれる。寛永17年（1640年）8月23日、父の遺領のうち2000石を分与される。9月11日に兄の康映が播磨国に移封されると、佐用郡の内から分け与えられ、小普請に入った。延宝8年（1680年）12月25日に致仕し、天和3年（1683年）6月29日に65歳で死去。

## 系譜
- 父：松平康重
- 前妻：建部政長の娘
- 後妻：宮崎宮内の娘
- 長男：松平康起
- 次男：皆川政能 - 皆川豊隆の養子
- 三男：岡田元親 - 岡田元昌の養子
- 四男：松平康博
- 五男：谷口元丸 - 谷口源兵衛の養子
- 六男：鈴木成岸 - 鈴木重勝の養子
- 八男：松平康等 - 康起の養子
- 長女：弓削田忠右衛門室
- 次女：都築重政室